# Bar-Kochba (Vrchlický)
Bar-Kochba – dramat historyczny czeskiego poety i dramaturga Jaroslava Vrchlickiego, opublikowany w Pradze w 1897 nakładem oficyny Jos. R. Vilímka. 
Opowiada o powstaniu Szymona Bar-Kochby przeciwko Rzymianom w II wieku n.e. Ma charakter poematu dramatycznego i dzieli się nie na akty, ale na śpiewy. Jest napisany wierszem białym. Na język niemiecki sztukę przełożył Victor Graf Boos-Waldeck.